# ČSD M 120.001
Als M 120.001 bezeichneten die einstigen Tschechoslowakischen Staatsbahnen ČSD einen zweiachsigen Schienenbus („kolejový autobus“) für den Lokalbahnverkehr.

## Geschichte
In den 1920er Jahren sah sich auch die ČSD gezwungen, der wachsenden Konkurrenz des Straßenverkehrs zeitgemäße, schnellere Fahrzeuge entgegenzusetzen. Nach dem erfolgreichen Einsatz benzol-elektrischer Triebwagen im Fernverkehr auf den Hauptbahnen, sollten nun auch auf den Lokalbahnen entsprechende Fahrzeuge zum Einsatz gelangen.
ČKD in Prag baute 1927 einen Triebwagen, welcher auf der Grundlage eines Straßenbusses von Praga entstanden war. Die ČSD bezeichnete das Fahrzeug als M 120.001 und setzte es auf den Nebenstrecken Čejč–Zaječí und Kopidlno–Bakov nad Jizerou ein. Für kurze Zeit verkehrte der Triebwagen auch in der Mittelslowakei, bis er 1936 abgestellt wurde. 1946 wurde das Fahrzeug offiziell ausgemustert und verschrottet.

## Technische Merkmale
Technisch war das Fahrzeug ein mit einem Schienenfahrwerk ausgestatteter Bus Praga NO. Als wesentlichster Unterschied zum Straßenfahrzeug besaß der Triebwagen auf beiden Seiten Türen zum Fahrgastwechsel.